# The Neighbourhood
The Neighbourhood (talvolta abbreviato THE NBHD) sono stati un gruppo musicale statunitense dal 2011 fino a ottobre 2021.

## Storia del gruppo
Il gruppo, originario della California e formatosi nel 2011, ha pubblicato l'EP I’m Sorry.. nel 2012 ed il brano Female Robbery.
Nell'aprile 2013 pubblicano l'album I Love You, che ha debuttato alla posizione 39 della classifica Billboard 200 e contiene la loro più grande hit Sweater Weather che raggiunge la quattordicesima posizione della Billboard Hot 100. Il successo della canzone spianerà la strada del successo alla band, l’album raggiungerà un picco di 25 sulla medesima classifica e i brani precedenti all’album diventeranno virali sui social media; per promuovere l’album la band si è esibita al Coachella nel 2013.
Nel 2014 viene pubblicato il mixtape #000000 & #FFFFFF, con molte collaborazioni hip-hop.
Tra un tour e l’altro, e la dipartita del batterista Bryan Sammis, la band annuncia ad agosto 2015 l’uscita del nuovo album il 30 ottobre 2015, intitolato Wiped Out!, contenente il singolo R.I.P. 2 My Youth e dopo 5 anni, nel 2020, la traccia “Daddy Issues” diventerà virale sul social network TikTok.
Il 21 settembre 2017 la band torna sulla scena musicale pubblicando l'EP Hard, composto da cinque canzoni, che raggiunge la posizione 183 sulla classifica Billboard 200 seguito subito dopo dall'EP To Imagine a gennaio 2018, il 9 marzo 2018 è la volta del loro terzo album intitolato omonimamente The Neighbourhood che contiene anche brani dei primi 2 EP, le tracce dei due EP che non vengono introdotte nella tracklist del terzo album vengono incluse in un terzo EP chiamato Hard To Imagine; il terzo album della band raggiungerà la sessantunesima posizione della Billboard 200. Dopo l’uscita di un quarto EP intitolato Ever Changing la band pubblicherà la compilation Hard To Imagine The Neighbourhood Ever Changing che contiene tutte le canzoni dei tre EP e dell’album, a parte le tracce Too Serious e Revenge.
Il 16 agosto 2019 la band pubblica il singolo Middle of Somewhere, apripista all’album Chip Chrome & The Mono-Tones, che viene pubblicato l’anno dopo, il 25 settembre 2020. L’album verrà promosso con una performance da casa al Lollapalooza a causa della pandemia di COVID-19, e numerosi video per le canzoni Pretty Boy, Cherry Flavoured e Devil’s Advocate; In seguito l’album verrà ri-pubblicato in versione Deluxe con 4 nuove canzoni a dicembre dello stesso anno, il singolo Stargazing riceverà un video ufficiale nella quale la cantante Lana Del Rey parteciperà come breve cameo. Sempre nel 2020, la loro hit Sweater Weather raggiunge ulteriore popolarità diventando virale su TikTok e
Spotify, raggiungendo la top 50 globale delle tracce più ascoltate dopo 8 anni.
Il primo ottobre 2021 viene pubblicata la traccia scartata dall’album Chip Chrome & The Mono-Tones chiamata Fallen Star.
Il 13 novembre 2022, il gruppo ha annunciato sui social media che Brandon Fried, batterista dal 2015, era stato rimosso dalla band dopo che la cantante Marías María Zardoya lo aveva accusato di violenza sessuale.

## Formazione
Attuale
- Jesse Rutherford – voce, tastiere
- Zachary Abels – chitarra
- Michael "Mikey" Margott – basso, cori
- Jeremy Freedman – chitarra, cori

Ex membri
- Bryan Sammis – batteria (uscito nel 2014)
- Brandon Fried – batteria, percussioni (uscito nel 2022)

## Discografia

### Album in studio
- 2013 – I Love You
- 2015 – Wiped Out!
- 2018 – The Neighbourhood
- 2020 – Chip Chrome & The Mono-Tones

### EP
- 2012 – I'm Sorry...
- 2012 – Thank You,
- 2013 – The Love Collection
- 2014 – #000000 & #FFFFFF
- 2017 – Hard
- 2018 – To Imagine
- 2018 – Hard to Imagine
- 2018 – Ever Changing

### Singoli
- 2012 – Female Robbery
- 2012 – Sweater Weather
- 2013 – Let It Go
- 2014 – Afraid
- 2015 – R.I.P. 2 My Youth
- 2018 – Scary Love
- 2018 – Livin' in a Dream
- 2019 – Middle of Somewhere
- 2019 – Yellow Box
- 2020 – Cherry Flavoured
- 2020 – Lost in Translation
- 2020 – Stargazing
- 2021 – Fallen Star